# Jan Hovener

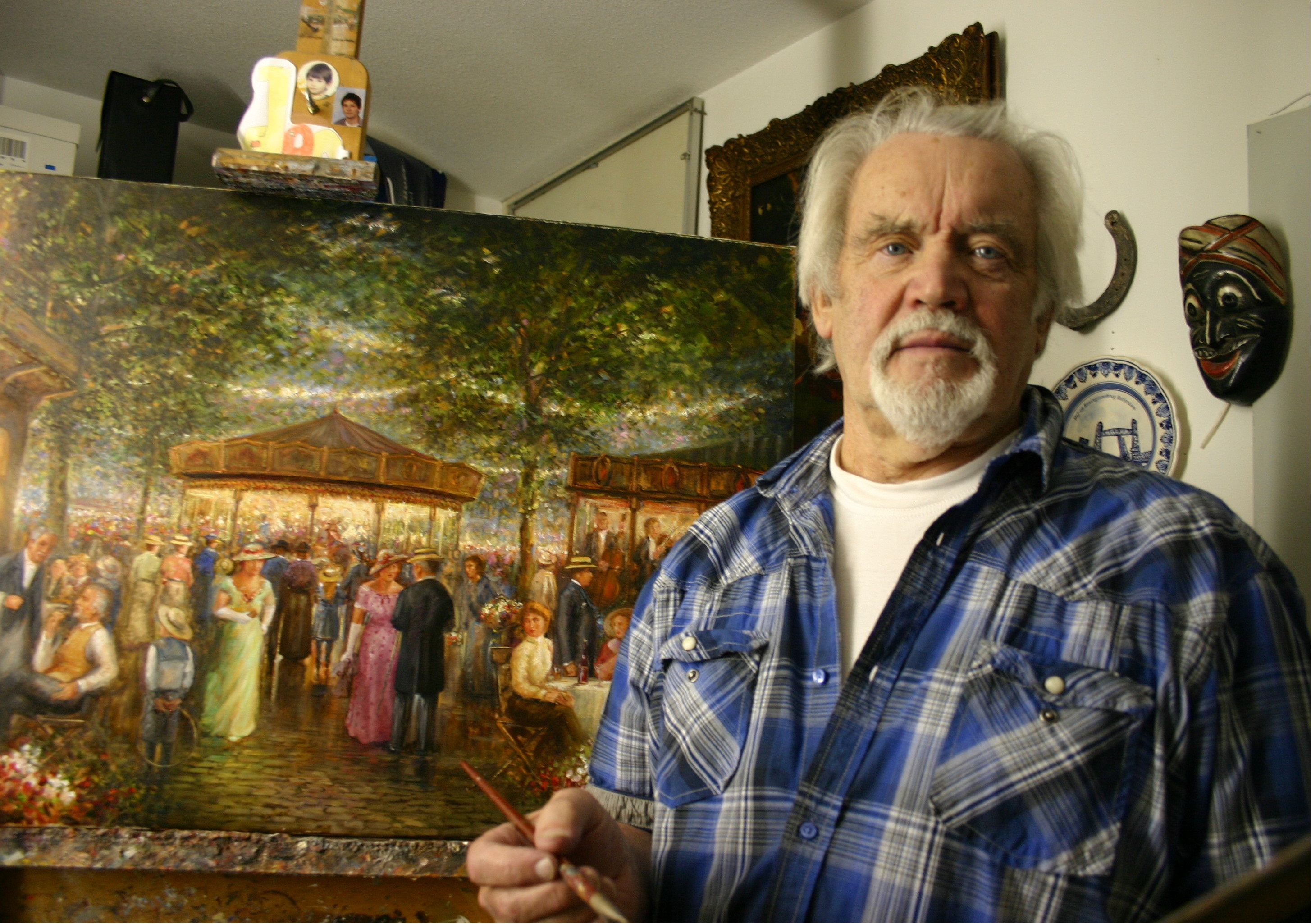
JJ Hovener

Johannes Josephus Hovener (Rotterdam, 14 augustus 1936 – 10 februari 2021) is een Nederlands kunstschilder.

## Biografie
Na zijn studie aan de Rotterdamse Academie, won Hovener in 1959 de Talensprijs. Willem Sandberg, directeur van het Stedelijk Museum in Amsterdam, schreef over een zelfportret van Hovener, als iemand die wat kon en een ongelooflijke visie had. Zeker voor iemand in de leeftijd van twintig jaar. 
Aanvankelijk is Hovener begonnen als plateelschilder met Delfts blauw bij De Porceleyne Fles. Inmiddels heeft Hovener al meer dan een halve eeuw ervaring en is uitgegroeid tot een veelzijdig impressionist. 
Hovener is ook actief geweest als leraar. Zo wist hij zijn halfbroer, Peter van Berkel, ook enthousiast te maken voor de schilderkunst en hem de kneepjes van het vak bij te brengen. Peter van Berkel staat bekend om zijn Franse landschappen.

## Werken
Anno 2011 zijn er op verschillen de plekken werken van Hovener te bezichtigen. Namelijk,
- Paardenracemuseum in York (Engeland)
- Arboretum Trompenburg in Rotterdam
- Markiezenhof in Bergen op Zoom

## Publicaties
Zijn naam wordt ook genoemd in o.a. de volgende boeken en publicaties:
- De geletterde mens
- Kermis in de poëzie, samenstelling Bert Bevers
- Lyle 92
- Beeldend Nederland, P.M.J. Jacobs
- Richard Hislop Art Sales Index
- Christies Int. South Kensington 1990
- Vademecum Beeldende Kunstenaars
- Biografie Peter van Berkel
- De schilder en de schrijver, het levensverhaal van twee oude Rotterdammers, Peter Troost met illustraties van Jan Hovener